# Leptospermum myrsinoides
Leptospermum myrsinoides är en myrtenväxtart som beskrevs av Diederich Franz Leonhard von Schlechtendal. Leptospermum myrsinoides ingår i släktet Leptospermum och familjen myrtenväxter. Inga underarter finns listade i Catalogue of Life.